# Gare de Metzervisse
La gare de Metzervisse est une gare ferroviaire française de la ligne de Thionville à Anzeling située sur le territoire de la commune de Metzervisse dans le département de la Moselle, en région Grand Est.
C'était une halte voyageurs de la Société nationale des chemins de fer français (SNCF) desservie par des trains TER Grand Est.

## Situation ferroviaire
Établie à 216 mètres d'altitude, la gare de Metzervisse est située au point kilométrique (PK) 11,756 de la ligne de Thionville à Anzeling, entre les gares ouvertes de Distroff et de Kédange.

## Service des voyageurs

### Accueil
Arrêt Routier  SNCF, c'est un point d'arrêt non géré (PANG) à accès libre.

### Desserte
Metzervisse était desservie par les trains TER Grand Est qui effectuent des missions entre les gares de Thionville et de Bouzonville.

### Intermodalité
Le stationnement des véhicules est possible à proximité. Elle est desservie par des autocars TER Grand Est (ligne Thionville - Bouzonville - Creutzwald gare routière).

## Galerie de photos

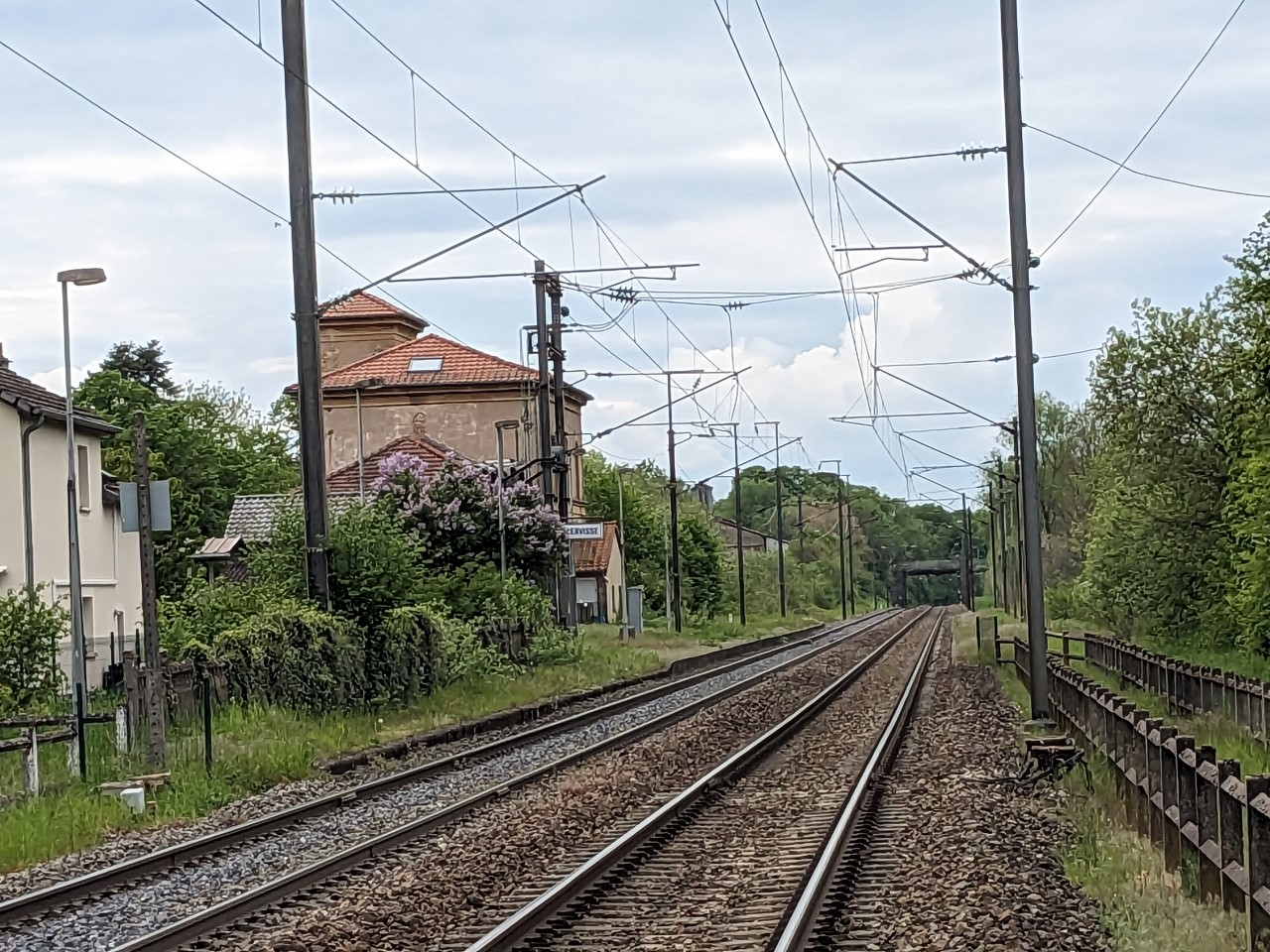
Vu des quais de la gare, depuis le PN de la Rue de la Gare (7 mai 2023)
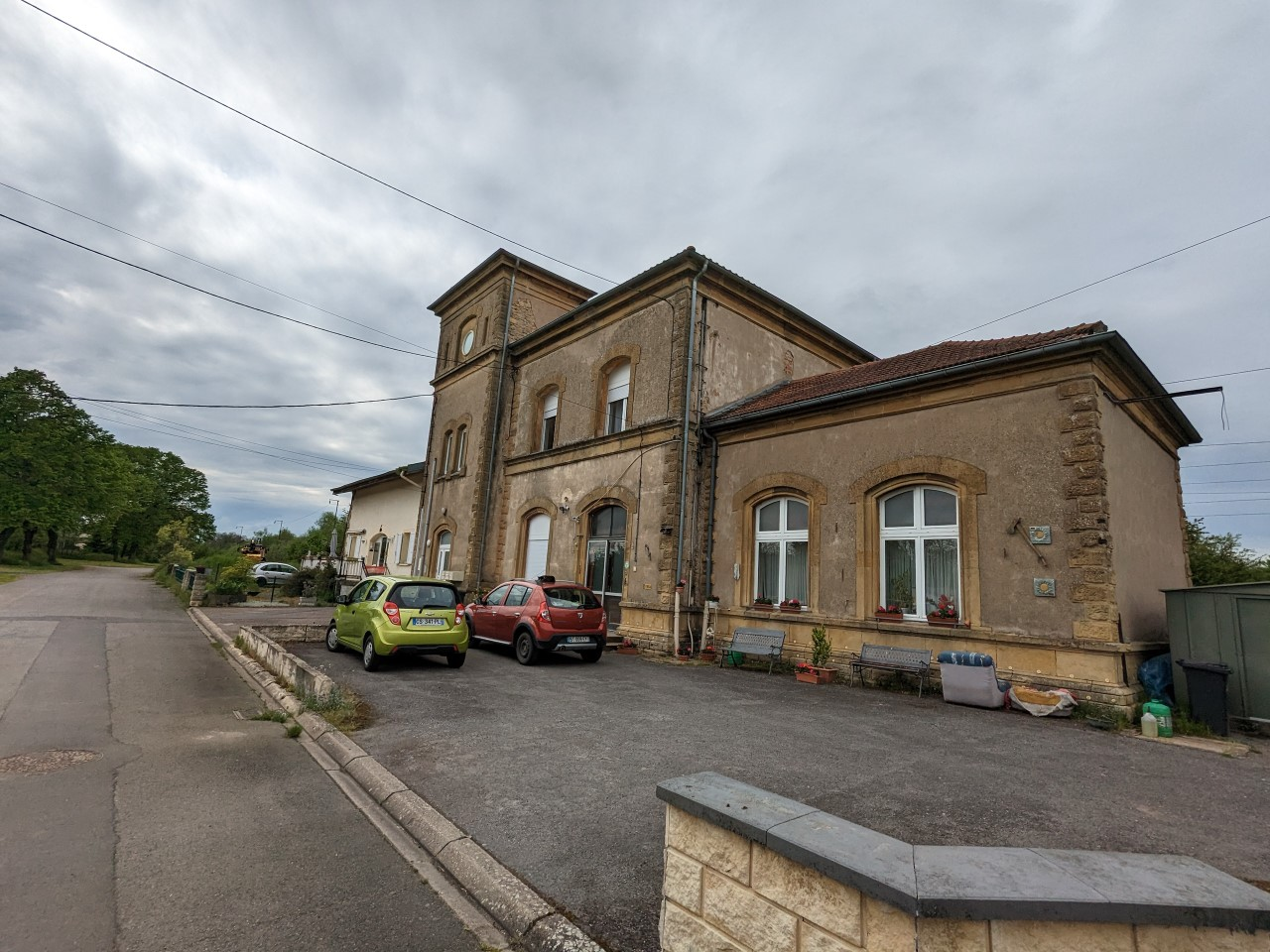
Bâtiment voyageur de la gare de Metzervisse (7 mai 2023)